# Trysull and Seisdon
Trysull and Seisdon es una parroquia civil del distrito de South Staffordshire, en el condado de Staffordshire (Inglaterra).

## Geografía
Según la Oficina Nacional de Estadística británica, Trysull and Seisdon tiene una superficie de 13,78 km².

## Demografía
Según el censo de 2001, Trysull and Seisdon tenía 1092 habitantes (49,08% varones, 50,92% mujeres) y una densidad de población de 79,25 hab/km². El 15,38% eran menores de 16 años, el 76,47% tenían entre 16 y 74, y el 8,15% eran mayores de 74. La media de edad era de 44,07 años. Del total de habitantes con 16 o más años, el 21,1% estaban solteros, el 64,94% casados, y el 13,96% divorciados o viudos.
Según su grupo étnico, el 98,99% de los habitantes eran blancos, el 0,27% mestizos, y el 0,73% asiáticos. La mayor parte (97,71%) eran originarios del Reino Unido. El resto de países europeos englobaban al 1,19% de la población, mientras que el 1,1% había nacido en cualquier otro lugar. El cristianismo era profesado por el 87,44%, el budismo por el 0,27%, el hinduismo por el 0,37%, el sijismo por el 0,37%, y cualquier otra religión, salvo el judaísmo y el islam, por el 0,27%. El 6,51% no eran religiosos y el 4,77% no marcaron ninguna opción en el censo.
Había 433 hogares con residentes y 18 vacíos.